# Burg Créhange

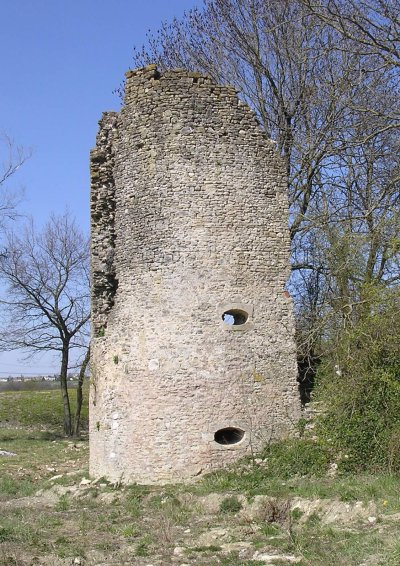
Burg Kriechingen, Eckturm

Die Burg Créhange (deutsch: Kriechingen) ist eine in Frankreich gelegene Ruine einer ehemaligen Wasserburg im Tal der Nied. Sie steht im Ort Créhange im Département Moselle in der Region Grand Est.

## Geschichte
Seit dem 12. Jahrhundert befand sich die Burg – zunächst als lothringisches Lehen – im Besitz des gleichnamigen Adelsgeschlechts, der späteren Grafen von Kriechingen. Sie verblieb im Besitz der Grafschaft bis zur Französischen Revolution.

## Anlage
Von der einst rechteckigen Burg mit vier runden Ecktürmen (Kastelltyp) hat sich lediglich ein Turm in ansehnlichen Resten erhalten. Die Bausubstanz ist auf Ende des 15./Anfang des 16. Jahrhunderts zu datieren.